# Alingsås (đô thị)
Đô thị Alingsås (Alingsås kommun) là một đô thị ở hạt Västra Götaland ở phía tây Thụy Điển. Chính quyền đô thi này nằm ở Alingsås.
Đô thị hiện nay được lập năm 1974 khi Thành phố Alingsås được nhập chung với Bjärke và Hemsjö.

## Các địa phương
Dân số từ năm 2000.
- Alingsås (seat) 22.000
- Sollebrunn 1.400
- Ingared 1.300
- Västra Bodarna 1.000
- Gräfsnäs 400
- Stora Mellby 300
- Norsesund (một phần) 250
- Hjälmared 200

## Các thành phố kết nghĩa
- Leisi, Estonia
- Karis, Phần Lan
- Kartong, Gambia
- Mont-de-Marsan, Pháp
- Ocatal, Nicaragua
- Skedsmo, Na Uy
- Tårnby, Đan Mạch